# دنیل مادود
دنیل مادود (به انگلیسی: Daniel Madwed) (زادهٔ ۱۵ مارس ۱۹۸۹) شناگر اهل ایالات متحده آمریکا است.